# Melipona grandis
Melipona grandis är en biart som beskrevs av Guérin-Méneville 1844. Melipona grandis ingår i släktet Melipona och familjen långtungebin. Inga underarter finns listade i Catalogue of Life.